# Aeschynomene racemosa
Aeschynomene racemosa är en ärtväxtart som beskrevs av Julius Rudolph Theodor Vogel. Aeschynomene racemosa ingår i släktet Aeschynomene och familjen ärtväxter. IUCN kategoriserar arten globalt som livskraftig. Inga underarter finns listade i Catalogue of Life.